# Лесюк Любомир Іванович
Любомир Іванович Лесюк (31 березня 1933, Волиця-Гніздичівська — 13 червня 2002, Львів) — український скульптор. Член Спілки художників України. Деякий час обіймав посаду відповідального секретаря львівського відділення спілки. Батько скульптора Олега Лесюка та художниці Наталії Валенюк.

## Біографія
1953 року закінчив Львівське училище прикладного мистецтва, а 1960 року — Львівський державний інститут прикладного та декоративного мистецтва. Серед викладачів Іван Севера, Вадим Телішев. У 1961-1972 роках працював у Львівському училищі прикладного мистецтва імені Івана Труша викладачем скульптури, а згодом завідував відділом. Від 1973 року працював викладачем, а від 1988 року — доцентом кафедри монументально-декоративної скульптури Львівського державного інституту прикладного та декоративного мистецтва. Працював як митець у галузі станкової декоративної скульптури та декоративного мистецтва як художник-кераміст. Від 1960 року брав участь у республіканських виставках. Мешкав у Львові в будинку на вулиці Костюшка, 4. Помер у Львові, похований на Личаківському цвинтарі (поле № 33). У 2007 році на могилі скульптора встановлений пам'ятник роботи скульптора Олега Лесюка.

## Основні твори
- Портрет диригента П. Муравського (1960)[6];
- «Кобзар» (1961)[6];
- Пам'ятник Володимиру Леніну в селі В'язова, Львівського району (1962)[8].
- Портрет народного різьбяра Семена Корпанюка (1963, камінь, 71×70×56)[9].
- Погруддя Юрія Федьковича (1966, гіпс, 70×60×55)[9].
- «Вчитель» (1968, шамот, 60×35×40)[9].
- «Комсомольський вожак» (1968, дерево, 67×34×43. Музей українського мистецтва, Львів)[10].
- Пам'ятник М. І. Калініну у Щирці (1971)[11].
- Портрет двічі Героя Радянського Союзу В. Петрова (1974, шамот, 68×55×42. Музей українського мистецтва, Львів)[10].
- «В. І. Ленін» (1975, тонований гіпс, 83×66×64; співавтор Еммануїл Мисько)[12].
- «Портрет бригадира монтажної бригади Д. Каплиша» (1975, тонований гіпс, 60×36×36)[12].
- «Портрет Героя соціалістичної праці вчительки С. Кучеренко» (1975, шамот, 67×37×40. Львівська картинна галерея)[10].
- Портрет Є. Кучеренка. 1975, шамот, 70×40×39[13].
- Портрет робітника ЛАЗ І. Є. Дмитрова (1977, шамот, 75×45×45)[14].
- Празник врожаю. 1979, дерево, 110×115×80[10].
- Пам'ятник полеглим у селі Підгайчики (архітектор Петро Мельник)[15].
- Пам'ятний знак у селі Тейсарів (архітектор Василь Пліхівський)[16].
- Пам'ятники загиблим у Другій світовій війні у селах Вільхівці (1969, архітектор Володимир Блюсюк)[17], Дрогомишль (1972)[18], Чорний Острів (1976)[19], у Старокостянтинові (штучний камінь, співавтори скульптор Іван Самотос, Володимир Блюсюк)[20].
- «Старшина О. М. Павліков» (1982, тонований гіпс, 68×36×43)[21].
- Пам'ятники Тарасові Шевченку в селах Волиця-Гніздичівська (1970)[17], Баківці (1988)[22].
- Портрет Леся Курбаса (1991, дерево)[23].
- Пам'ятник Тарасові Шевченку в Дашаві. Споруджений 1991 року (співавтор скульптор Олег Лесюк)[24].
- Пам'ятник Тарасові Шевченку в Жидачеві. Споруджений 1992 року (співавтори скульптор Олег Лесюк, архітектор Володимир Блюсюк)[25][24]. За іншими даними — 1988 року[26].
- Фонтан «Лілія» (співавтор Іван Самотос)[27].
- Пам'ятний знак у місті Чадир-Лунга, в Молдові (архітектор Ю. Генов)[28].